# Miss Otis Regrets
Miss Otis Regrets ist ein Lied des Musical-Komponisten Cole Porter, das im April 1934 veröffentlicht wurde. Als Teil seiner Revue Hi Diddle Diddle wurde es erstmals am 3. Oktober 1934 von Douglas Byng im Londoner Savoy Theatre dargeboten und seither von dutzenden Künstlern aufgenommen.

## Hintergrund
Cole Porter (1891–1964) verbrachte in den 1920er- und 1930er-Jahren viele Urlaube in Paris. Ada „Bricktop“ Smith war ihm dort eine enge Freundin, bei der er regelmäßig zu Gast war und deren „moderne“ Darbietungen einen deutlichen Einfluss auf die sowohl gelehrsamen als auch derben Texte seiner Lieder hatten. Doch anders als von ihr und in der Folge von einigen Zeitungsartikeln behauptet, schrieb Porter Miss Otis Regrets nicht für Bricktop.
Möglicherweise schrieb Porter den Titel 1933 für das geplante Musical Ever More, das auf dem Theaterstück The Spell von Lilli Hatvany aufbauen sollte. Porter konnte sich angeblich nicht erinnern, wie er auf die Idee zu dem Stück kam. Charles Schwartzes Porter-Biografie zufolge entstammt die Idee einer Party in der New Yorker Wohnung eines Kommilitonen Porters aus seiner Zeit in Yale, Leonard Hanna. An jenem Abend hörten sie das Klagelied eines Cowboys im Radio, und Porter setzte sich ans Klavier und improvisierte eine Parodie auf das Stück. Er behielt dabei die Molltonart der Blues-Melodie bei und fügte dem Stück als neuen Text seine ironische Interpretation der typischen Country-Thematik bei (die Reue über das Verlassenwerden nach hinterlistiger Nötigung zur sexuellen Unterordnung). Anstelle eines Landmädchens wurde aus Miss Otis eine ehrbare Dame der feinen Oberschicht. Ein weiterer Freund und Yale-Kommilitone, Monty Woolley, half Porter bei der Umsetzung, indem er einen Butler mimte, der seiner Hausherrin (Madam – gnädige Frau) erklärt, warum Miss Otis nicht zum verabredeten Mittagessen erscheinen kann: In den vorausgegangenen 24 Stunden war Miss Otis von ihrem Liebhaber sitzen gelassen worden, hatte ihn kurzerhand ausfindig gemacht und umgebracht, war verhaftet, eingesperrt, verurteilt und hingerichtet worden. Unmittelbar, bevor sie vom Mob aufgeknüpft wird, bringt sie noch eine standesgemäß höfliche Entschuldigung vor, weshalb sie die bevorstehende Verabredung versäumen würde. Diese gemeinsame Darbietung wurde derart positiv aufgenommen, dass das Lied mit jeder erneuten Vorführung auf folgenden Cocktailpartys weiterentwickelt wurde. Mehrere dieser Feiern fanden in Elsa Maxwells Suite im Waldorf-Astoria statt. Ihr widmete Porter schließlich das Lied.
Die „elegante Welt“ (the smart set), wie sie regelmäßig bei jenen Partys zusammenfand, war dafür bekannt, Verstand und witzige Bemerkungen zur Unterstreichung von Anekdoten und Tratsch zu verwenden, und begann schon bald, Bezüge auf Miss Otis als Pointe zu nutzen. Noch im selben Jahr verarbeitete Porter die Erzählung als Miss Otis Regrets und veröffentlichte sie. Erstmals öffentlich aufgeführt wurde der Song im Oktober 1934 von Douglas Byng in der Revue Hi Diddle Diddle, die André Charlot im Londoner Comedy Theater zeigte.
Die Beliebtheit und der kommerzielle Erfolg des Songs, der 1934 bereits in mehreren Interpretationen auf Platte erschien, spiegelten sich darin wider, das schon ein Jahr später Al Dubin und Harry Warren eine Hommage an Miss Otis in ihren Song Lulu’s Back In Town integrierten (geschrieben für den Spielfilm Broadway Gondolier von 1935). Darin singt ein Mann davon, wie er sich auf sein Date mit seinem Schwarm Lulu vorbereitet und dabei seine ganze Aufmerksamkeit auf dieses großartige Mädchen ausrichtet, die nach ihrem Wegzug vor langer Zeit in die Stadt zurückgekehrt ist: „You can tell all my pets, all my blondes and brunettes, Mister Otis regrets that he won’t be around“ (Du kannst all meinen Haustieren, all meinen Blonden und Brünetten ausrichten, dass Mister Otis bereut, nicht länger anwesend sein zu können).
Truman Capote bringt das Lied (in einem im Esquire-Artikel der Novemberausgabe 1975) in Zusammenhang mit einer Geschichte, die Porter ihm einst erzählte. Danach habe Porter Miss Otis in den 1950er-Jahren als Pointe genutzt, um einen aufdringlichen Mann an seiner Haustür abzuweisen. Porter habe ihm schlicht einen Scheck überreicht und gesagt: „Miss Otis regrets she’s unable to lunch today. Now get out.“ (Miss Otis lässt sich entschuldigen, sie kann heute nicht zu Mittag essen. Und jetzt raus.)

## Aufnahmen
Viele der im Folgenden aufgeführten Künstler veröffentlichten das Lied mehrfach. Genannt wird jeweils nur die Erstveröffentlichung. Die einzige Ausnahme bilden mehrere sich stark unterscheidende Interpretationen des Liedes durch denselben Künstler (Marlene Dietrich nahm das Lied beispielsweise sowohl im Original als auch in deutscher Übersetzung auf). Im Bereich des Jazz listet der Diskograf Tom Lord 119 Coverversionen des Lieds.
- 1934: Ethel Waters mit The Dorsey Brothers Orchestra[11]
- 1934: Alberta Hunter mit Jack Jackson and His Orchestra
- 1934: The Mills Brothers
- 1934: Jay Wilbur and His Band
- 1934: Arita Day
- 1935: Charles Trenet mit Cab Calloway and His Orchestra
- 1935: Cab Calloway and His Orchestra
- 1946: Édith Piaf (als „Miss Otis Regrette“)[12]
- 1948: Maxine Sullivan mit dem Ellis Larkins Trio
- 1949: Martha Raye mit Phil Moore and His Orchestra
- 1951: Marlene Dietrich mit Jimmy Carroll & Orchestra (als „Mein Mann ist verhindert“; deutsche Übersetzung von Lothar Metzl)
- 1952: Marlene Dietrich (Originalversion)
- 1953: Frances Faye
- 1956: Ella Fitzgerald
- 1957: Josh White
- 1958: Tony Perkins
- 1958: Pee Wee Hunt
- 1959: Lonnie Donegan (als „Miss Otis Regrets (She’s Unable To Lunch Today)“)
- 1960: Fred Astaire
- 1962: Nancy Wilson mit George Shearing
- 1963: Tammy Grimes
- 1964: Rosemary Clooney
- 1965: Ann Burton
- 1966: Nat King Cole
- 1966: The Lords
- 1968: Anna Black
- 1969: José Feliciano
- 1970: Marian Henderson (als „Miss Otis Regrets (She’s Unable To Lunch Today)“)
- 1976: Freddy Cole
- 1976: Junior Mance
- 1977: Scafell Pike
- 1980: Carmen McRae
- 1985: Richard Manuel
- 1987: Greetje Kauffeld
- 1988: Joan Morris
- 1990: Bette Midler
- 1990: Kirsty MacColl und The Pogues (als „Miss Otis Regrets / Just One of Those Things“; Benefiz-Single mit Video von Neil Jordan)
- 1993: The Lemonheads
- 1996: Jean Sablon
- 1998: Linda Ronstadt
- 1999: Bryan Ferry
- 2001: Stéphane Grappelli
- 2002: The Pine Valley Cosmonauts feat. Jenny Toomey
- 2002: Patrice Caratini Jazz Ensemble mit Sara Lazarus
- 2002: Patti Austin
- 2003: Clare Teal
- 2004: Billy Paul Williams
- 2004: John Barrowman
- 2008: Labelle
- 2008: Patricia Barber
- 2011: Rufus Wainwright
- 2015: Ulrich Tukur & Die Rhythmus Boys
- 2017: Gregory Porter
- 2020: Sven Ratzke[13]